# Acontia seminigra
Acontia seminigra là một loài bướm đêm trong họ Noctuidae.